# Mike Eruzione
Michael "Ritz" Eruzione (* 25. října 1954, Winthhrop, Massachusetts, USA) je bývalý americký hokejový reprezentační útočník.

## Reprezentace
V dresu americké reprezentace hrál na mistrovství světa 1975 v Západním Německu (6. místo) a 1976 v Polsku (4. místo). Nejvíce se ale proslavil na olympijském turnaji 1980 v Lake Placid, kde byl kapitánem mladého výběru, který vybojoval šokující zlaté medaile. Sám Eruzione vstřelil vítězný gól v klíčovém utkání proti sovětské reprezentaci. Zápas je označovaný jako Zázrak na ledě.

## Kariéra
V letech 1973–77 hrál za bostonskou univerzitu. V sezoně 1977/78 nastupoval za Toledo Goaldiggers v IHL, kde oslavil mistrovský titul a začal zde i další ročník, během kterého přestoupil do klubu Philadelphia Firebirds, hrajícího American Hockey League. V sezoně 1979/80 nastupoval za americký výběr a po výše zmíněném olympijském turnaji ukončil kariéru. Nikdy nebyl draftován do NHL, prošel pouze draftem konkurenční WHA. V roce 1974 si jej na 28. místě vybral New England Whalers. V sezoně 1977/78 byl oceněn Ken McKenzie Trophy (nejlepší v USA narozený nováček IHL).

## Klubové statistiky
| Sezona  | Klub                   | Soutěž | Základní část | Základní část | Základní část | Základní část | Základní část | Play off | Play off | Play off | Play off | Play off |
| Sezona  | Klub                   | Soutěž | Z             | G             | A             | B             | TM            | Z        | G        | A        | B        | TM       |
| ------- | ---------------------- | ------ | ------------- | ------------- | ------------- | ------------- | ------------- | -------- | -------- | -------- | -------- | -------- |
| 1974/75 | Boston University      | NCAA   | 31            | 21            | 19            | 40            | 14            | —        | —        | —        | —        | —        |
| 1975/76 | Boston University      | NCAA   | 32            | 27            | 29            | 56            | 20            | —        | —        | —        | —        | —        |
| 1976/77 | Boston University      | NCAA   | 34            | 23            | 41            | 64            | 18            | —        | —        | —        | —        | —        |
| 1977/78 | Toledo Goaldiggers     | IHL    | 76            | 30            | 56            | 86            | 43            | 17       | 8        | 13       | 21       | 12       |
| 1978/79 | Toledo Goaldiggers     | IHL    | 74            | 27            | 45            | 72            | 28            | 3        | 1        | 2        | 3        | 2        |
|         | Philadelphia Firebirds | AHL    | 6             | 0             | 0             | 0             | 0             | —        | —        | —        | —        | —        |

## Po kariéře
Dnes pracuje pro bostonskou univerzitu.

## Zajímavost
O olympijském triumfu v Lake Placid 1980 byl v roce 2004 natočen film, ve kterém Eruziona hrál Patrick O'Brien Demsey. Ve filmu ke stejnému tématu z roku 1981 jej ztvárnil Andrew Stevens.

## Ocenění a úspěchy
- 1977/78 IHL Ken McKenzie Trophy